# Juvincourt-et-Damary
Juvincourt-et-Damary es una comuna francesa situada en el departamento de Aisne, de la región de Alta Francia.

## Geografía
Está ubicada a 23 km al sureste de Laon.

## Demografía
| 509 | 467 | 413 | 412 | 392 | 370 | 454 | 583 |
| Para los censos de 1962 a 1999 la población legal corresponde a la población sin duplicidades (Fuente: INSEE [Consultar]) |     |     |     |     |     |     |     |